# Lechenaultia tubiflora
Lechenaultia tubiflora är en tvåhjärtbladig växtart som beskrevs av Robert Brown. Lechenaultia tubiflora ingår i släktet Lechenaultia och familjen Goodeniaceae. Inga underarter finns listade i Catalogue of Life.